# お茶屋屋敷

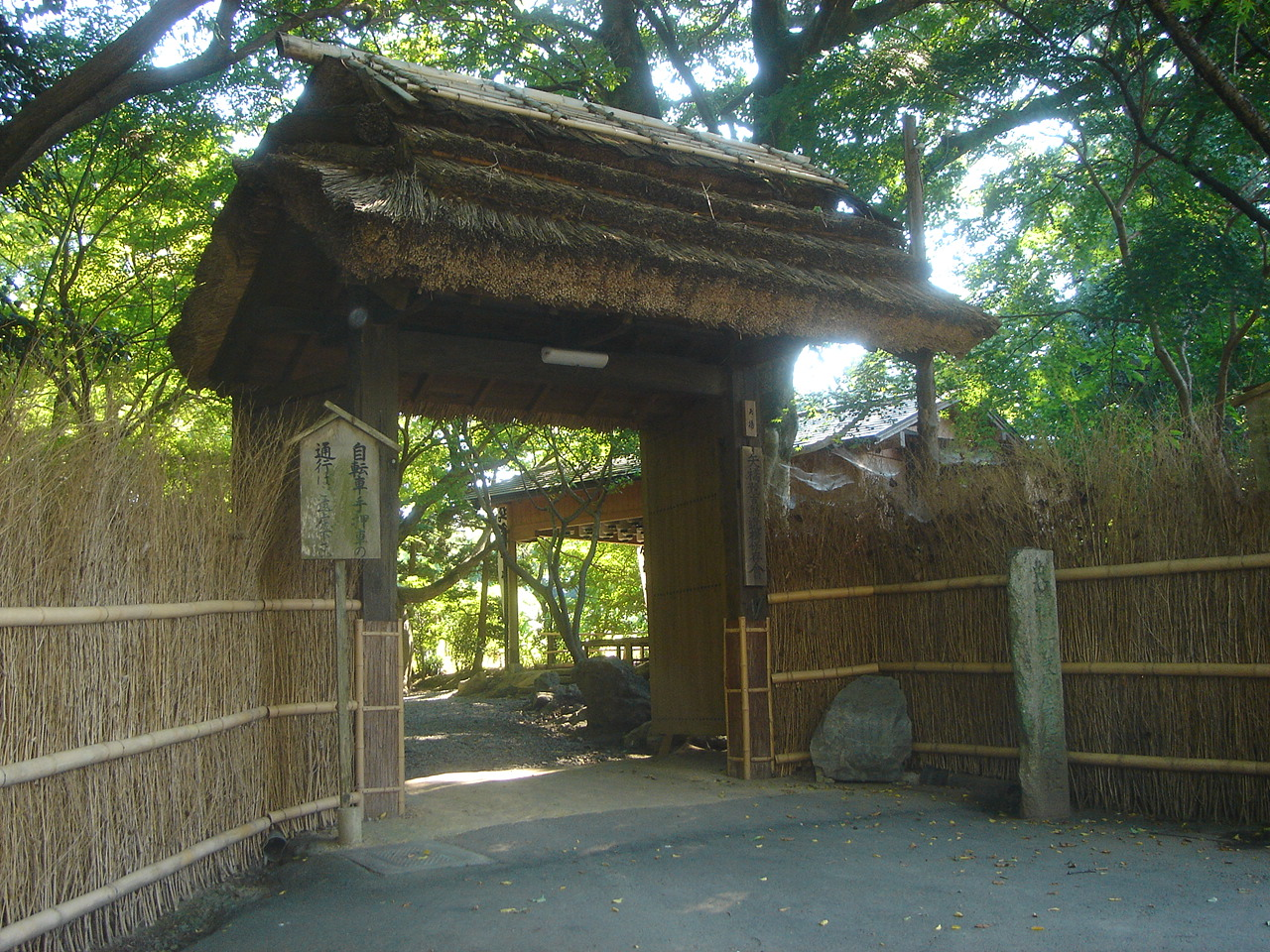
お茶屋屋敷跡（岐阜県大垣市）正面大手門

お茶屋屋敷（おちゃややしき）は、江戸時代、慶長10年（1605年）ころ、徳川家康が上洛の往還に際して休泊のために岐阜県大垣市に設けた施設である。中山道赤坂宿の西に設置されている。岐阜県指定史跡。
『大垣藩地方雑記』によると、ほぼ方形の縄張りをもつ城郭形式で、総郭内と馬場跡があり、四隅に櫓を備え、正面に大手門があった。また、全体を土塁・空濠で囲んだ豪壮な構えであったという
。
寛永5年（1628年）、旗本岡田善同が管理に当たったときには、破損が著しく、大半が取り壊されて廃絶化した。廃藩置県の時期、お茶屋屋敷跡の広大な内部を畑地としてきた。
1976年（昭和51年）に岐阜県指定史跡となり、城郭的要素を持つ貴重な遺跡として、空堀や土塁などが残されている。現在は、牡丹園として一般に開放されている。
岐阜県大垣市赤坂町3421-1で大垣市立赤坂中学校に隣接する。

## 沿革・概況
- 慶長5年（1600年） - 関ヶ原の戦いの後、徳川家康は全国主要街道の整備にとりかかる。
- 慶長14年（1609年） - 徳川家康が上洛する際、中山道の要衝で、徳川家開運の地であるお勝山の北方に、自らが上洛の往復をするにあたっての休泊施設お茶屋屋敷を設置する。設置は美濃国の諸大名に命じ、岐阜城の稲葉山（金華山）山麓に存在した、織田信長の住居、千畳敷御殿など61棟を移築させたという。廻りには土塁や空壕が設置され、宿泊施設であると同時に緊急時の砦、城郭の要素もあったという。
- 寛永年間（1624年～1644年） - 宿場の整備とともに必要なくなり、建物は取りこわされる。
- 昭和24年（1949年） - 中学校建設に伴い遺構の西半分を校地としたため、現在東半分に、土塁・空濠の一部・井戸跡などが遺構として残っている。
- 昭和51年（1976年） - お茶屋屋敷跡が岐阜県の史跡に指定される[2]。

## 現在
土地は明治4年廃藩置県のとき、不破郡赤坂村（現大垣市赤坂町）の名主矢橋宗太郎 (長男 : 矢橋敬吉) に払い下げられ、現在は個人所有である。
土塁や空壕の一部が現存する。
跡内には数多くのぼたんが植えられ、通称「赤坂ぼたん園」としてボタン開花時期公開されている。東海地方有数のボタン園であり、開花期は四月の下旬から五月初旬。

## 交通機関
- JR東海道本線（美濃赤坂線）美濃赤坂駅より徒歩で約12分。
- JR東海道本線 大垣駅南口大垣駅前バスのりば1番のりば
  - 名阪近鉄バス「消防赤坂分署」行き「虚空蔵口」バス停下車、徒歩で約3分。